# الهام افکاری
الهام افکاری خواهر نوید افکاری است. او در جریان خیزش ۱۴۰۱ ایران در روز ۱۹ آبان به همراه همسر و دختر ۳‌ ساله‌اش بازداشت و به بازداشتگاه پلاک ۱۰۰ در شیراز منتقل گردید و مدتی بعد از زندان آزاد شد.

## بازداشت‌های ۱۴۰۰
۲۲ خرداد ۱۴۰۰‌‌‌‌، الهام به همراه دیگر اعضای خانواده و آشنایان در اعتراض به ۲۸۰ روز انفرادی دو برادر خود حبیب و وحید به مقابل زندان عادل‌آباد رفت. مأموران لباس شخصی‌، آنها را مورد ضرب و شتم قرار دادند و گوشی‌های آنها را ضبط کردند. در این روز الهام و خواهر همسرش بازداشت شدند و پس از ساعاتی آزاد شدند.
بعدتر ۲۲ شهریور ۱۴۰۱ همزمان با دومین سالگرد اعدام نوید افکاری، الهام و حبیب افکاری و همسر حبیب که جهت شرکت در مراسم سالگرد در مسیر مزار نوید افکاری بودند، در پلیس راه شیراز بازداشت شدند. آنها بعد از اتمام مراسم آزاد شدند. الهام افکاری و حبیب افکاری هر دو در برابر بازداشت، مقاومت کرده‌بودند.

## بازداشت ۱۴۰۱
١٩ آبان ١۴٠١ الهام افکاری به همراه همسر و دختر سه ساله‌اش بازداشت شد، به گفتهٔ رسانه‌های حکومتی او به علت همکاری با تلویزیون ایران اینترنشنال بازداشت و تفهیم اتهام شده‌است. خانواده افکاری با انتشار بیانیه‌ای اعلام کردند که اگرچه الهام افکاری مخالف جمهوری اسلامی است، اما هرگز با هیچ رسانه‌ای همکاری نکرده‌ است.
خبرگزاری میزان، تصویری از افکاری منتشر کرد که او را با چشم‌بند در بازداشت نشان می‌داد که مطابق قوانین ایران استفاده از چشم‌بند، انتشار تصویر و هویت متهم پیش از اثبات جرم غیرقانونی است.
اگرچه رسانه‌های جمهوری اسلامی خبر از بازداشت الهام افکاری در مرز ایران دادند، اما خبرگزاری فارس در اقدامی ناهماهنگ، محل بازداشت را شیراز اعلام کرد.
سعید افکاری، در توییتر گفت که همسر و فرزند خردسال خواهرش که در هنگام بازداشت همراه او بودند،بعد از چندین ساعت بازداشت آزاد شدند . او سپس در توییتی دیگر گفت اجازه تماس با الهام وجود نداشته و او اطلاع ندارد فرزندش آزاد شده‌است. 
یک روز بعد تصاویری از نگرانی بهیه نامجو، مادر الهام افکاری در برابر ساختمان اطلاعات شیراز منتشر شد. 
مادر الهام افکاری، برای پیگیری وضعیت دخترش مقابل ساختمان اطلاعات شیراز رفته و با کوبیدن بر در این ساختمان می‌گوید: «این در را از جا می‌کنم.»
گفته شده الهام افکاری از لحظه‌ی بازداشت در اعتصاب غذا است .